# .Moderne
Pour les articles homonymes, voir Les Temps modernes, Époque moderne et Modern Times.
.Moderne (en polonais : .Nowoczesna) est un parti politique libéral polonais, créé en mai 2015.

## Histoire
Le parti est créé en mai 2015 par l'économiste Ryszard Petru sous le nom de « Pologne moderne » (NowoczesnaPL), avant de prendre son nom actuel au mois d'août suivant. Lors des élections parlementaires du 25 octobre 2015, le parti obtient 7,6 % des voix et dispose de 28 députés dans la nouvelle Diète.
Le 4 juin 2016, il intègre officiellement le Parti de l'Alliance des libéraux et des démocrates pour l'Europe.
Pour les élections parlemantaires de 2019 et 2023, le parti fait partie de la Coalition civique constituée autour de la Plate-forme civique.

## Idéologie
.Moderne soutient la limitation du nombre de mandats des parlementaires à deux et la fin du financement des partis politiques par l'État.

## Dirigeants
- Ryszard Petru (2015-2017)
- Katarzyna Lubnauer (2017-2019)
- Adam Szłapka (depuis 2019)

## Résultats électoraux

### Diète
| Année | Voix                            | %                               | Rang                            | Sièges   | Statut     |
| ----- | ------------------------------- | ------------------------------- | ------------------------------- | -------- | ---------- |
| 2015  | 1 155 370                       | 7,5                             | 4e                              | 28 / 460 | Opposition |
| 2019  | Au sein de la Coalition civique | Au sein de la Coalition civique | Au sein de la Coalition civique | 8 / 460  | Opposition |

### Sénat
| Année | Voix                            | %                               | Rang                            | Sièges  |
| ----- | ------------------------------- | ------------------------------- | ------------------------------- | ------- |
| 2015  | 394 817                         | 2,6                             | 5e                              | 0 / 100 |
| 2019  | Au sein de la Coalition civique | Au sein de la Coalition civique | Au sein de la Coalition civique | 1 / 100 |